# Бо Цзюйи
Бо Цзюйи́ (кит. 白居易, а также Бо Лэтянь 白乐天, Бо Сяншань 白香山, 772—846) — китайский поэт эпохи Тан. Брат Бо Синцзяня и троюродный брат канцлера Бай Миньчжуна. Сравнивал себя с гением стихов (кит. упр. 诗仙, пиньинь shīxiān) или демоном стихов (кит. упр. 诗魔, пиньинь shīmó). Жил в городе Тайюань провинции Шаньси. Родился в городе Синьчжэн провинции Хэнань. Его эссе характеризуются краткостью и особой остротой. Особенно преуспел в стихосложении в жанре «ши». Этого поэта можно назвать одной из знаковых фигур в эпоху средней Тан. Произведения написаны доступным языком. Простота языка доходит до такой степени, что «даже старуха может понять» (кит. трад. 老妪能解, пиньинь lǎoyùnéngjiě).
В ранние годы Бо Цзюйи активно занимался реформами, его заботила судьба простого народа. Он стал инициатором движения Новых юэфу, считал, что поэтическое творчество не может быть оторвано от реальности, потому необходимо выбирать сюжеты из повседневной жизни, произведения должны отражать свою эпоху. Этот поэт стал одной из главных фигур китайского реализма вслед за Ду Фу. Несмотря на то, что до конца жизни Бо Цзюйи беспокоила судьба народа, неудачи на политическом поприще заставили поэта обратиться к «винным стихам». Данное обстоятельство отразилось и в его ироничном псевдониме «Пьяный господин, распевающий песни» (кит. трад. 醉吟先生, пиньинь zuìyínxiānsheng, палл. Цзуйинь сяньшэн). Бо Цзюйи был особенно близок с поэтом Юань Чжэнем. Два литератора были единомышленниками в вопросах преобразования литературы. В конце жизни Бо Цзюйи сблизился с поэтом Лю Юйси и часто с ним обменивался стихами.
Произведения Бо Цзюйи существенно повлияли не только на китайское общество, но и получили широкую известность в Японии, государстве Силла и других странах. Среди основных произведений можно отметить следующие: «Вечная печаль» (кит. 長长恨), «Певица (пипа́)» (кит. 琵琶行, альтернативный перевод названия: «Лютня»), циклы «Циньские напевы» (秦中吟) и «Новые народные песни» (新乐府). Одним из важнейших эссе является «Письмо к Юань Чжэню» (与元九书), провозгласившее Движение за обновление поэзии.

## Происхождение
Согласно архивным записям, родиной предков Бо Цзюйи был город Тайюань провинции Шаньси, позже его семья перебралась в местечко Сягуй (ныне городской округ Вэйнань провинции Шэньси). Младшего двоюродного брата поэта по отцовской линии Бо Миньчжуна называли «Шестым Ху из десятерых, носивших фамилию Ху» (十姓胡中第六胡). Учитывая этот факт, а также разбирая сборники Бо Цзюйи, выпущенные в период «Вечного торжества» (长庆 — 821—824 гг.) историк китайской литературы Чэнь Инькэ пришёл к выводу, что род поэта идёт от западных племён, хотя и давно ассимилированных. Впоследствии это мнение стало общепринятым в научных кругах, историк литературы Яо Вэйюань также возводил родословную Бо Цзюйи к роду Ху из западных племён. Существует точка зрения, что поэт был потомком княжеского рода из государства Куча. Есть также ряд учёных, считающих данную точку зрения необоснованной.
Дед поэта Бо Хуан управлял двумя уездами: Цзао и Гун. Отец, Бо Цзигэн, во время правления Танского Дэ-цзуна занимал должность градоначальника в Сюйчжоу. Среди его заслуг была успешная борьба с мятежом Ли Чжэнцзи. Отец поэта служил также судебным чиновником, помощником ревизора в Сюйчжоу, занимал прочие должности и был удостоен права носить одежду из тёмно-красной ткани. (При империи Тан это право принадлежало чинам от 5-го класса и выше). Мать поэта была связана кровным родством с семейством Бо. Из этого рода происходила её бабка по материнской линии.

## Биография
Родился в провинции Хэнань, в обедневшей, но знатной и образованной семье. В десять лет был послан учиться в Сиань.
В 800 году выдержал императорские экзамены. С 808 года участвовал в управлении страной в Чанъани (тогдашняя столица государства) при дворе императора. Из столицы в 815 году его отправили на три года в ссылку в Цзянчжоу (ныне Цзюцзян), на должность сыма́, затем ещё на три года направлен в Чжунчжоу (ныне уезд Чжунсянь города Чунцин). Вернувшись в столицу, он был разочарован царившей при дворе атмосферой и в 822 году сам пожелал быть направленным подальше от неё, и затем возвращался лишь изредка и ненадолго. Занимал высокие государственные должности, был правителем Ханчжоу и Сучжоу. В бытность правителем Ханчжоу он первым построил плотину на озере Сиху, тем самым дал возможность крестьянам орошать свои земли озёрной водой, что помогало им в борьбе с засухой.
В предисловии к своему циклу стихотворений «В болезни» Бо Цзюйи пишет, что к 68 годам (839 г.) он в первый раз серьёзно заболел; что к тому времени он полюбил учение Будды, увлекался чтением Лао-цзы и Чжуан-цзы.
Умер в 846 году. Его могила находится на горе Лунмэнь в районе Лояна. Местность там очень живописна, видны известные пещеры Лунмынь. Район могилы сверху напоминает музыкальный инструмент пипа́.

## Творчество
В 15 лет Бо Цзюйи показал своё стихотворение «Написал при расставании о траве на древней равнине» (кит. упр. 赋得古原草送别) известному поэту Гу Куану. Увидев имя Цзюйи (кит. упр. 居易, буквально: «прожить легко»), Гу Куан расхохотался, заметив о дороговизне риса в Чанъани и трудной жизни из-за этого. Однако прочтя стихотворение Бо Цзюйи, Гу Куан заговорил иначе: «С таким талантом, как твой, прожить не столь уж трудно».
Под влиянием Хань Юя обратился к «древнему стилю», интересовался народной поэзией, песнями простолюдинов (по преданию, читал стихи своей служанке и сохранял только те, которые она понимала).
В 809—810 годах, в период службы при дворе императора в столице, написал «Новые народные песни» и «Циньские напевы», в которых смело обличал пороки государства и властей.
Автор поэмы «Вечная печаль», написать которую ему предложил друг, Ван Чжи-фу, когда они вместе с Чэнь Хуном прогуливались в храме «Прогулок бессмертных», переживая о трагической любви императора Сюань-цзуна и прекрасной Ян Гуй-фэй. В этом произведении Бо Цзюйи видит в Сюань-цзуне обычного человека, испытывающего душевные муки из-за гибели любимой, сопереживает с ним и не выказывает подобострастия к нему как к императору, не делает строгих упрёков за уход от дел страны.
Очень известна его поэма «Певица (пипа́)», написанная в период цзянчжоуской ссылки, когда в его творчестве господствовали печальные чувства. В ней он без лишнего пафоса, реалистически пишет о судьбе певицы, которую он встретил тогда на берегу реки Янцзы. В Цзюцзяне (Цзянси, КНР) есть павильон Пипа, где на мемориальной доске выгравирован текст этой поэмы, написанный рукой Мао Цзэдуна. Сопереживание женщине в этом произведении не понравилось некоторым ортодоксальным конфуцианцам, в числе критиков был Ду Му.
Жанр четверостиший Бо Цзюйи довёл до кульминации в его развитии. Четверостишия Бо Цзюйи заключали в себе сюжет и мудрую мысль.
Л. З. Эйдлин полагает, что во многом сходным с Бо Цзюйи был живший более чем тысячелетием позднее известный русский поэт Н. А. Некрасов. В частности, оба упрекались в излишней простоте стихотворений и могли тонко лирически воспринимать окружающий мир.
Бо Цзюйи очень нравилось творчество Тао Юаньмина: он не только сочинил 16 стихотворений ему в подражание, но и посетил места его рождения и жизни в провинции Цзянси (Лушань, Чайсан), а после этого написал стихотворение «Навещаю старое жилище почтенного Тао» (кит. упр. 访陶公旧宅诗并序), в предисловии к которому и рассказал всё это. В тексте стихотворения Бо Цзюйи указывает, что почитает Тао Юаньмина за то, что тот, отказавшись от славы и богатства, умер среди холмов и парков.

## Признание
Бо Цзюйи вместе с Юань Чжэнем вслед за Ду Фу возглавили реалистическое движение в поэзии.
Бо Цзюйи подходил к литературе с особым старанием. Считается, что упорство в учении сказалось на его здоровье, привело к преждевременному старению. Он называл себя «святым поэтом» (诗仙) или же «демоном поэзии» (诗魔), образно говоря о глубоком погружении в творческий процесс.
В отличие от произведений многих других поэтов, стихи Бо Цзюйи при его жизни уже пользовались успехом в разных землях и среди различных сословий，среди танских поэтов не было другого, чьи стихи стали бы так широко известны при жизни. Его произведения дошли до таких отдалённых земель, как Япония и Силла. Сборник произведений Бо Цзюйи (составленный им самим) оказал на японскую литературу огромное влияние.
В честь Бо Цзюйи назван кратер на Меркурии (лат. Po Chü-I), название утверждено Международным астрономическим союзом в 1976 году.

## В филателии
13 сентября 2009 года КНР выпустила почтовую марку из серии «Триста танских стихотворений» (кит. упр. 唐诗三百首) с текстом поэмы Бо Цзюйи «Певица (пипа́)» (кит. упр. 琵琶行), тираж марки составил 12 999 700 экземпляров. На марке изображена пипа, а в ней — девушка с этим музыкальным инструментом и полный текст произведения вместе с предпосланным автором введением. Слева стилем чжуаньшу представлены две строчки этой же поэмы:214. Приведем их в качестве примера лирики Бо Цзюйи.

Сегодня же ночью нам пела пипа́,

и говор её я слушал
Так, словно игре бессмертных внимал,—

мне песни слух прояснили.
Прошу госпожу не прощаться, сесть,

игрой порадовать снова,
А я госпоже посвящу напев,—

пускай он «Пипа́» зовётся…
Оригинальный текст (кит.)琵琶行

今夜闻君琵琶语，如听仙乐耳暂明。

莫辞更坐弹一曲，为君翻作《琵琶行》。
— «Певица (пипа́)», в переводе Л. Эйдлина

## Публикации на русском языке
- Бо Цзюйи. Четверостишья. М.:Гослитиздат, 1949, 224 с. (Перевод с китайского, вступительная статья и комментарий Л.Эйдлина; Гравюры на дереве М.Пикова)
- [Стихи] // Китайская классическая поэзия в переводах Л.Эйдлина. М.: Художественная литература, 1975, с.177—292.
- Бо Цзюй-и. Стихотворения / В пер. с кит. Л. Эйдлина; Вступит. статья [стр. 3—30] и примеч. Л. Эйдлина. — М.: Художественная литература, 1978. — 303 с. — 25 000 экз.

## Музыка
- Георгий Свиридов. «Песни странника», вокальный цикл для баритона и фортепиано на стихи Ван Вэя, Бо Цзюйи (5. «В дальнем посёлке»: «Увы! Распростился я с прошлого года…», перевод Юлиана Щуцкого) и Хэ Чжичжана (1941-1942)[41]. Первое исполнение — 29 июня 2019 г. в Малом зале Санкт-Петербургской Филармонии[42][43].
- Эдисон Денисов. Ноктюрны, вокальный цикл на стихи Бо-Цзюй-И (1954)